# Всесвітній день боротьби з інсультом
Всесвітній день боротьби з інсультом — це щорічний захід, що відзначається 29 жовтня. Його було засновано в 2006 році Всесвітньою організацією інсульту (WSO).
Україна посідає одне з перших місць у Європі за показниками цереброваскулярної захворюваності та смертності від інсульту, що створює велике навантаження на систему охорони здоров'я, соціального забезпечення, економіку та все суспільство.
В Україні, згідно з офіційною статистикою, цереброваскулярні захворювання є причиною смертності № 2 (100–110 тис. смертей, близько 14 % від всіх померлих), щороку стається 120–130 тис. інсультів (понад третина з них — у людей працездатного віку), 30-40 % хворих на інсульт помирають впродовж перших 30 днів і до 50 % — впродовж 1 року від початку захворювання, 20-40 % хворих, що вижили, стають залежними від сторонньої допомоги (12,5 % первинної інвалідності), і лише близько 10 % повертаються до повноцінного життя.
Навіть при малій підозрі на інсульт необхідно негайно звернутись по екстрену медичну допомогу. Адже вчасна допомога - основний шанс врятувати життя і здоров'я.
Пацієнти з симптомами інсульту повинні бути без зволікання доставлені в найближчий заклад охорони здоров'я з інсультним відділенням, в якому виконується невідкладне спеціалізоване лікування. Пацієнти з давністю симптомів інсульту в межах 24 годин повинні бути оглянуті і транспортовані в першу чергу.[джерело?]